# We Never Learn
We Never Learn (litt. « Nous n'apprendrons[réf. nécessaire] jamais »), connue au Japon sous le nom de Bokutachi wa benkyō ga dekinai (ぼくたちは勉強ができない, litt. « Nous n'arrivons pas à étudier »), est une série de manga écrite et dessinée par Taishi Tsutsui. L'histoire suit le quotidien de Nariyuki Yuiga qui enseigne à trois génies de différents sujets au lycée pour obtenir une bourse universitaire. Le manga est prépublié dans le magazine Weekly Shōnen Jump de Shūeisha entre le 6 février 2017 et le 21 décembre 2020. La version française est publiée par Kazé du septembre 2018,, jusqu'en janvier 2022.
Une adaptation en une série télévisée d'animation est diffusée pour la première fois entre le 7 avril et le 30 juin 2019 au Japon,. Une seconde saison est diffusée entre le 6 octobre et le 29 décembre 2019,.

## Synopsis
Pour aider financièrement sa famille, Nariyuki Yuiga travaille avec acharnement pour pouvoir obtenir une bourse d'études dans son lycée qui couvre les frais d'inscription de l'université. Son directeur la lui accorde mais sous une certaine condition : il doit encadrer deux de ses camarades de classe, Fumino Furuhashi, une génie de la littérature mais épouvantable en mathématiques, et Ogata Rizu, une génie des mathématiques et des sciences mais pour qui la littérature et les arts sont de terribles sujets.
Par la suite, il doit aussi s'occuper d'Uruka Takemoto, une athlète talentueuse mais qui est vraiment mauvaise dans tous les autres domaines scolaires. Ensemble, ils étudient très dur et tentent d'améliorer leurs performances dans les matières constituant leurs points faibles, aussi longtemps que Fumino et Ogata veulent aller à l'université et travailler sur ces sujets pour la vie. Alors que les filles travaillent d'arrache-pied avec Nariyuki pour atteindre leurs objectifs scolaires, elles doivent également faire face à leurs sentiments grandissants pour ce dernier.
Nariyuki s'est également rapproché de Mafuyu Kirisu, l'enseignante qui servait précédemment de tutrice pour Fumino et Ogata. Celle-ci, de par sa propre expérience amère, prend une position critique envers l'enseignement de Nariyuki, en lui disant que ses élèves devraient abandonner leurs rêves insensés, et qu'il devrait plus les aider à tirer parti de leur talents innés. Nariyuki parvient d'une certaine manière à lui faire reconnaître les qualités de sa manière d'enseigner. Par la suite, il fait la rencontre d'une ancienne élève d'Ichinose, Asumi Kominami, qui tente de devenir médecin sans être douée en sciences.
Le manga se termine sur une fin multiple. Après la fin du lycée et la séparation d'avec ses camarades, Nariyuki entame des études pour devenir enseignant. Chaque tome de fin raconte comment il retrouve l'une des filles quelques années plus tard et forme un couple. Mais le dernier tome suggère que la situation reste telle quelle, laissant la possibilité à chacun de ces scénarios de se produire ou non.

## Personnages
Nariyuki Yuiga (唯我 成幸, Yuiga Nariyuki)
Voix japonaise : Ryōta Ōsaka (ja),,
Le protagoniste de la série dans sa 3e année au lycée. Afin de subvenir aux besoins de sa famille aux revenus modestes, Nariyuki cherche à obtenir la recommandation spéciale VIP de son école, une bourse qui ne lui fait pas payer tous les futurs frais de scolarité universitaires. Il reçoit la recommandation, mais se voit confier la tâche ardue d'amener trois camarades de classe dans les universités de leur choix. Son intérêt pour les études a été inspiré par son défunt père, décédé peu de temps après son entrée au collège. Bien qu'intelligent, il est extrêmement inconscient de l'intérêt romantique que les autres filles développent pour lui au cours de la série. Intelligent sur beaucoup de matières, son talon d’Achille reste le sport notamment la natation où il ne sait pas nager.
Fumino Furuhashi (古橋 文乃, Furuhashi Fumino)
Voix japonaise : Haruka Shiraishi (ja),,
L'une des héroïnes de la série et également en 3e année. Fumino est une génie dans le domaine de la littérature et des arts, mais panique sur la moindre question en mathématiques. Malgré ses compétences médiocres en mathématiques, Fumino souhaite poursuivre un diplôme en astronomie afin de rechercher une certaine étoile, qui, selon elle, est la réincarnation de sa défunte mère. Son père est professeur de mathématiques à l'université. Fumino a eu une relation tendue avec son père depuis la mort de sa mère dix ans plus tôt. Cependant, avec le soutien de Nariyuki, ils sont enfin en mesure de se réconcilier. Elle agit souvent comme confidente de Nariyuki chaque fois qu'il rencontre des problèmes avec les filles. Elle est surnommée "la belle au bois dormant" en raison de sa tendance à s'assoupir en cours. Dans sa fin, elle va étudier dans la même université que Nariyuki et tous deux finissent par se rapprocher.
Rizu Ogata (緒方 理珠, Ogata Rizu)
Voix japonaise : Miyu Tomita,,
Elle est aussi l'une des filles dont Nariyuki doit s'occuper. Rizu est une génie en ce qui concerne les mathématiques et les sciences, contrairement à la littérature et aux arts. Rizu éprouve des difficultés à comprendre les émotions, ce qui a inspiré sa décision de poursuivre un diplôme en psychologie pour surmonter sa propre faiblesse. Elle est également passionnée par les jeux de société et de cartes, un intérêt alimenté par les cadeaux qu'elle avait reçus de sa défunte grand-mère. Elle n'a jamais gagné un seul match, blâmant sa série de défaites sans fin sur son incapacité à lire les gens. Sa famille gère un restaurant d'udon, qu'elle aide parfois à gérer. Elle est surnommée "petite poucette" en raison de sa petite taille. Comme Nariyuki, elle ne sait pas nager et est très peu douée dans les sports mais préserve sa fierté contrairement à Nariyuki. Dans sa fin, elle et Nariyuki doivent collaborer pour aider leur amie Sawako Sekijo à trouver sa voie, ce qui les décide à former un couple.
Uruka Takemoto (武元 うるか, Takemoto Uruka)
Voix japonaise : Sayumi Suzushiro,,
Une génie du sport, en particulier la natation (ce qui lui vaut le surnom de "petite sirène" au lycée), Uruka rêve de devenir une athlète olympique et cherche à obtenir une bourse sportive. Cependant, elle est désespérément mauvaise dans tous les autres domaines scolaires, elle est ainsi placée sous la tutelle de Nariyuki pour l'aider à améliorer ses compétences en anglais et à devenir une étudiante plus épanouie. Elle est amoureuse pour Nariyuki depuis le collège et s'est lié d'amitié avec lui après l'avoir aidé à faire face à la mort de son père. Néanmoins, elle a sans cesse du mal à lui avouer ses sentiments. Plus tard dans la série, elle reçoit une bourse d'études d'une université australienne et devient une célèbre nageuse. Dans sa fin, elle avoue ses sentiments à Nariyuki avant son départ pour l'Australie, et ils se fiancent des années plus tard.
Mafuyu Kirisu (桐須 真冬, Kirisu Mafuyu)
Voix japonaise : Lynn,
Une enseignante du lycée Ichinose et la première tutrice de Rizu et Fumino. Ses opinions sur l'éducation sont très fortes et elle estime que c'est une perte de capacité de ne pas suivre une voie qui tire profit de ses talents naturels. Elle était auparavant une patineuse artistique en herbe qui a pris sa retraite après avoir été inspirée à poursuivre une carrière dans l'enseignement par le père de Nariyuki. Alors que Mafuyu se montre froide et insensible (ce qui lui a valu le surnom de "reine des glaces"), elle se soucie profondément de ses élèves et souhaite qu'ils réussissent. Malgré son comportement professionnel au travail, elle se néglige énormément à la maison. Dans sa fin, elle retrouve Nariyuki des années plus tard, quand il est muté à l'académie d'Ichinose et ce dernier l'aide à surmonter ses regrets.
Asumi Kominami (小美浪 あすみ, Kominami Asumi)
Voix japonaise : Madoka Asahina (ja),
Une ancienne élève du lycée Ichinose et une étudiante rōnin. Sa petite taille fait qu'elle est souvent prise pour une collégienne. Elle essaie d'entrer dans le programme national d'école de médecine malgré ses notes plutôt médiocres en sciences pour soutenir la clinique de ses parents. Elle rencontre Nariyuki pour la première fois lors de cours particuliers et aime le taquiner de manière séductrice, à son grand embarras. Lors de son temps libre, elle travaille dans le maid café High Stage sous le pseudonyme Ashumi (あしゅみぃ) pour payer ses frais de scolarité pour l'université et l'école préparatoire. Dans sa fin, elle devient une chirurgienne réputée et sauve la vie de Nariyuki, alors grièvement blessé en protégeant ses élèves. Ils s'avouent leurs sentiments et se marient.
Sawako Sekijō (関城 佐和子, Sekijō Sawako)
Voix japonaise : Saori Ōnishi (ja)
Également une élève de 3e année au lycée Ichinose et la présidente du club de chimie. Elle admire Rizu Ogata.
Miharu Kirisu (桐須 美春, Kirisu Miharu)
La petite sœur de Mafuyu Kirisu. C'est une perfectionniste et une patineuse amatrice.

## Productions et supports

### Manga
Annoncé dans le précédent numéro,, Bokutachi wa benkyō ga dekinai (ぼくたちは勉強ができない), écrit et dessiné par Taishi Tsutsui, est prépublié depuis le 10e numéro de 2017 du magazine de prépublication de manga Weekly Shōnen Jump, paru le 6 février 2017. Après 3 ans et 10 mois de prépublication, un dernier chapitre est sorti dans les 3e et 4e numéros combinés, publiés le 21 décembre 2020. Le premier volume tankōbon est publié par Shūeisha le 2 juin 2017 ; la série comptera au total vingt-et-un tankōbon.
Il a été annoncé dans le 15e numéro de 2020 du magazine, sorti le 9 mars 2020, que la scène des feux d'artifice du festival culturel à la fin du 69e chapitre est le point de divergence de la série avec de multiples fins dont la publication du dernier chapitre de « l'arc de la Petite Sirène d'ébène et d'argent » (白銀の漆黒人魚姫編, Hakugin no shikkoku ningyo hime-hen) marque le début de « Bokutachi wa benkyō ga dekinai Route:if » composé des histoires parallèles avec les autres personnages féminins : « l'arc de la Poucelina mécanisée » (機械仕掛けの親指姫編, Kikaijikake no oyayubi hime-hen), « l'arc de la Belle au bois dormant de la littérature » (文学の森の眠り姫編, Bungaku no mori no nemuri hime-hen), « l'arc de la Petite Fée nocturne du lendemain » (明日の夜の小妖精編, Ashita no yoru no shō-yōsei-hen) et « l'arc de la Reine de glace » (薄氷の女王編, Usui no joō-hen),. Le chapitre publié dans le 2e numéro de 2021, publié le 14 décembre 2020, marque la fin des histoires alternatives.
En juin 2018, la maison d'édition Kazé a annoncé l'obtention de la série en français sous le titre anglais We Never Learn et dont le premier volume est sorti en septembre 2018,,. En Amérique du Nord, la maison d'édition VIZ Media a publié les trois premiers chapitres comme un aperçu de la série dans son webzine le Weekly Shonen Jump dans le cadre du programme « Jump Start ». En avril 2017, la version anglaise est reprise comme série régulière dans le même webzine. VIZ a publié le premier volume en décembre 2018,. Shūeisha publie aussi simultanément la série en anglais et en espagnol sur l'application et le site web Manga Plus depuis janvier 2019.

### Novélisation
Une novélisation en light novel par Hamubane, avec des illustrations de Taishi Tsutsui, a été publiée par Shūeisha en un volume unique le 4 avril 2019, sous le titre Bokutachi wa benkyō ga dekinai: Hinichijō no reidai-shū (ぼくたちは勉強ができない 非日常の例題集, litt. « Collection d'exemples insolites »)  (ISBN 978-4-08-703474-5),.
Un second volume est sorti le 4 décembre 2019, sous le titre Bokutachi wa benkyō ga dekinai: Mitaiken no jikanwari (ぼくたちは勉強ができない 未体験の時間割, litt. « Emploi du temps inexpérimenté »)  (ISBN 978-4-08-703489-9),.

### Anime
Le 38e numéro du Weekly Shōnen Jump de 2018, publié le 20 août, a indiqué que le prochain numéro comportera une « grosse annonce » pour la série. Il a été ainsi révélé dans le 39e numéro du magazine, sorti le 27 août, qu'une adaptation en une série télévisée d'animation est en cours de production,. Celle-ci est réalisée par Yoshiaki Iwasaki et écrite par Gō Zappa, avec les character designs de Masakatsu Sasaki et dont l'animation est produite par Studio Silver et Arvo Animation,, ; la bande originale de la série est composée par Masato Nakayama,,. Elle est diffusée pour la première fois au Japon entre 7 avril et le 30 juin 2019 sur Tokyo MX, GTV, GYT, BS11 et AT-X, et un peu plus tard sur MBS et TVA,. La série est composée de 13 épisodes répartis dans six coffrets Blu-ray/DVD.
Une seconde saison, intitulée Bokutachi wa benkyō ga dekinai! (ぼくたちは勉強ができない！), a été révélée après la fin du dernier épisode,. Elle est diffusée entre le 6 octobre et le 29 décembre 2019 sur Tokyo MX, GTV, GYT et BS11, et un peu plus tard AT-X, TVA, MBS, NCC,. La série est composée de 13 épisodes répartis dans six coffrets Blu-ray/DVD.
Un OAV de 25 minutes est sorti avec l'édition limitée du 14e volume du manga le 1er novembre 2019 ; cet épisode adapte les 48e et 49e chapitres, où les personnages se retrouvent à la plage. Un second OAV de 25 minutes est publié avec l'édition limitée du 16e volume du manga le 3 avril 2020 ; cet épisode, supervisé par Taishi Tsutsui, présente les cinq personnages principaux féminins de la série lors d'une cérémonie de mariage.
Wakanim détient les droits de diffusion en simulcast de la série dans les pays francophones,. Aniplex of America diffuse la série sur Crunchyroll, hulu et FunimationNow sous le titre We Never Learn: BOKUBEN.

#### Musiques
Les chansons des opening et du premier ending de la série sont interprétées par le groupe Study, qui est composé de Haruka Shiraishi (ja), Miyu Tomita et Sayumi Suzushiro pour la première saison avant d'être rejoint par Lynn et Madoka Asahina (ja) pour la seconde saison. Celle du second ending est chantée par halca.
| Génériques                   | Début            | Début                                                                                        | Fin                                                    | Fin                                                            |
| Génériques                   | Titre            | Artiste                                                                                      | Titre                                                  | Artiste                                                        |
| ---------------------------- | ---------------- | -------------------------------------------------------------------------------------------- | ------------------------------------------------------ | -------------------------------------------------------------- |
| We Never Learn (1re saison)  | Ready Study Go!  | Study (Haruka Shiraishi (ja), Miyu Tomita et Sayumi Suzushiro)                               | Never Give It Up!!                                     | Study (Haruka Shiraishi (ja), Miyu Tomita et Sayumi Suzushiro) |
| We Never Learn! (2de saison) | Can now, Can now | Study (Haruka Shiraishi (ja), Miyu Tomita, et Sayumi Suzushiro, Lynn et Madoka Asahina (ja)) | Hōkago no Liberty (放課後のリバティ, Hōkago no ribati) | halca                                                          |

## Accueil
Le premier volume du manga a atteint la 34e place du classement hebdomadaire des ventes de mangas de l'Oricon lors de la semaine de sa sortie, avec 16 014 exemplaires vendus ; celui-ci obtient une 2e impression une semaine plus tard. Le deuxième volume s'est vendu en 30 080 copies en trois jours et est classé 18e sur l'Oricon pour la semaine du 31 juillet au 6 août 2017 ; la semaine suivante, il est à la 41e place pour 19 032 exemplaires écoulés. Le troisième volume de la série est le 14e manga le mieux vendu pour la semaine du 2 au 8 octobre 2017 avec 44 541 copies imprimées ; pour sa deuxième semaine consécutive, il chute à la 38e place pour 14 446 exemplaires de plus. Pour la semaine du 4 au 10 décembre 2018, le quatrième volume s'est écoulé en 59 052 copies finissant à la 13e place de l'Oricon. Le cinquième volume est à la 14e place avec 41 915 copies vendus pour la semaine du 29 janvier au 4 février 2018 ; 30 230 exemplaires se sont écoulés la semaine suivante, il se retrouve 20e du classement. En trois jours, 64 900 copies du sixième volume ont été vendus, le classant à la 10e place de la semaine sur l'Oricon ; la semaine suivante, avec 22 349 exemplaires écoulés, il se retrouve 31e du classement. La série a atteint le million de copies imprimées en mai 2018.
Le septième volume se place à la 12e place du classement pour la semaine du 2 juillet au 8 juillet 2018 avec 64 762 exemplaires vendus ; la semaine suivante, pour 23 907 copies distribuées, il est 29e du classement. Le huitième volume s'est vendu en 69 026 exemplaires et se classe 15e sur l'Oricon pour la semaine du 3 septembre au 8 septembre 2018 ; la semaine suivante, il est à la 25e place pour 22 176 copies écoulées. En février 2019, la série comptabilise les 2 millions de volumes vendus, comprenant également les ventes numériques.